# Tornyospálca
Tornyospálca là một thị trấn thuộc hạt Szabolcs-Szatmár-Bereg, Hungary. Thị trấn này có diện tích 43,66 km², dân số năm 2010 là 2530 người, mật độ 58 người/km².